# Vincent Dankelman
Vincent Dankelman (Spijkenisse, 2 november 1994) is een Nederlands (muzikaal-) theatermaker, toneelregisseur en componist.

## Levensloop
Dankelman is geboren in een gezin van twee. Zijn eerste ervaring met kunst was Disney's The Lion King (musical) in 2004. Daarin speelde hij de rol van Kleine Simba. Hierna deed Dankelman mee met een amateurgezelschap in Krimpen aan den IJssel, zijn voormalige woonplaats. Zijn voortgezet onderwijs vond plaats op de Theaterhavo/vwo. Hier leerde hij zijn kompaan en vriend Jordy Dik kennen. Van 2013 tot 2018 volgde hij de Theatermakersopleiding onder leiding van Ilay den Boer en Cultureel Maatschappelijk Werk aan de Hogeschool Rotterdam.
Na het afronden van zijn studies kwam Dankelman door de choreograaf Jordy Dik te werken bij Theaterwerkplaats Tiuri in Roosendaal. Theaterwerkplaats Tiuri is een theatergezelschap waar mensen met een verstandelijke beperking werken. Samen met de spelers en choreograaf Dik maakte Dankelman de voorstelling 'No Bodies', waar zij de Cultuurprijs 2019 van Roosendaal mee wonnen. De voorstelling heeft na de première verschillende vormen gehad, waaronder een No Bodies The Male Edition en No Bodies The Pop-Up Edition. In 2021 werd Compagnie 21 opgericht en werd de laatste versie van No Bodies gemaakt. Deze ging op tour door Nederland.

## Muzikale- en theatrale ontwikkeling
Bij zijn scholing naar acteur in The Lion King (musical) voor de rol van Simba, kwamen zijn kinderregisseur Simone van Gog en Herma van Piekeren erachter dat hij een absoluut gehoor heeft. Hij kreeg op zijn 10e verjaardag een piano van zijn ouders en ging op piano les bij de plaatselijke muziekschool.  